# Trommsdorff-Effekt

Polymerisationsverlauf von redox-initiiertem Methylmethacrylat mit deutlich erkennbarem Trommsdorff-Effekt

Als Trommsdorff-Effekt, auch Trommsdorff-Norrish- oder Gel-Effekt, wird die bei Polymerisationsreaktionen bei hohen Umsätzen beobachtete Steigerung der Reaktionsgeschwindigkeit bezeichnet.
Ursache für diesen Effekt ist die abnehmende Wahrscheinlichkeit eines Kettenabbruchs durch Rekombination der reaktiven Kettenenden; dies wird insbesondere durch die zunehmende Unbeweglichkeit der wachsenden Polymerketten hervorgerufen. Die damit zunehmende Geschwindigkeit der exothermen Reaktion bewirkt einen Temperaturanstieg, wodurch der Zerfall des Radikalstarters beschleunigt wird und die Konzentration der reaktiven Moleküle zunimmt. Gleichzeitig wird die Abfuhr der bei der Polymerisation freiwerdenden Reaktionsenthalpie durch die zunehmende Viskosität erschwert.
Dieses Phänomen kann zu einer Explosion führen, weshalb die Reaktion effektiv gekühlt oder gegebenenfalls auch abgebrochen werden muss.
Benannt ist der Trommsdorff-Effekt nach dem deutschen Chemiker Ernst Trommsdorff und dem englischen Chemiker Ronald George Wreyford Norrish.